# Tomihiko Morimi
Tomihiko Morimi (森見 登美彦 Morimi Tomihiko?, 6 de enero de 1979) es un escritor japonés. Se graduó en la Universidad de Kioto con una especialización en agricultura. En sus historias, Morimi suele usar a la ciudad de Kioto como escenario debido a las experiencias allí adquiridas. Aunque muchos de los personajes principales de sus novelas son estudiantes universitarios aburridos, su estilo literario es muy colorido y sofisticado. La mayoría de sus historias pueden ser categorizadas como ficción de realismo mágico. Sus libros son muy populares entre los jóvenes, especialmente entre los estudiantes.
En 2003 su novela, Taiyou no Tou, ganó el 15º Premio de Novela Fantástica de Japón.
Es principalmente conocido por su novela universitaria, The Tatami Galaxy, que recibió una adaptación animada en el año 2010 por el estudio Madhouse. Fue nominada al premio Seiun en 2006. En junio de 2020, se anunció que la novela recibirá una secuela titulada Yojō-Han Time Machine Blues (Tatami Time Machine Blues), será lanzada el 29 de julio de 2020 en Japón.
En 2018, se anunció que, Penguin Highway y The Night Is Short, Walk on Girl, serán traducidas al inglés por Yen Press.
Morimi se casó el 6 de enero de 2009.